# Wazisubani
Wazisubani – wieś w Gruzji, w regionie Kachetia, w gminie Gurdżaani. W 2014 roku liczyła 2862 mieszkańców.